# Bembrops greyi
Bembrops greyi és una espècie de peix de la família dels percòfids i de l'ordre dels perciformes.

## Etimologia
Bembrops prové dels mots grecs bembras, -ados (una mena d'anxova) i ops (aparença), mentre que greyi fa referència a la figura de Marion Grey.

## Descripció
Fa 25 cm de llargària màxima i, conservat en alcohol, és de color groc clar al dors (més clar al ventre). 6 espines i 15-17 radis tous a l'aleta dorsal i 18 radis tous a l'anal. La membrana de la primera aleta dorsal és de color marró fosc a negre totalment o en la seua major part. Musell curt i amb escates als costats laterals i dorsal. La mandíbula superior s'estén per darrere del marge anterior dels ulls arribant gairebé fins a la línia mitjana. La línia lateral descendeix a l'altura de les aletes pectorals.

## Alimentació
Menja peixos i el seu nivell tròfic és de 4,5.

## Hàbitat i distribució geogràfica
És un peix marí i batidemersal (entre 200 i 420 m de fondària), el qual viu a l'Atlàntic oriental (10°N-7°S): les aigües costaneres dels fons tous de la plataforma continental de Guinea Bissau, Guinea, Benín, el Gabon, Sierra Leone, Libèria
, la Costa d'Ivori, Ghana, Togo, Nigèria, el Camerun, Guinea Equatorial, la República del Congo, la República Democràtica del Congo i Angola.

## Observacions
És inofensiu per als humans.